# Convertidor AC a AC
Un convertidor AC-AC es un dispositivo electrónico de estado sólido que convierte una señal de entrada de corriente alterna (AC) en una señal de salida alterna (AC), donde el voltaje y la frecuencia de salida se puede modificar arbitrariamente.

## Categorías
- Reguladores de Alterna, realizan la conversión directa de corriente alterna, sin etapa intermedia de Continua.
- Convertidores AC-AC indirectos, o conversores AC-DC-AC, poseen un enlace de continua para realizar la conversión.